# Bézu-Saint-Germain
Bézu-Saint-Germain ist eine französische Gemeinde  mit 991 Einwohnern (Stand: 1. Januar 2022) im Département Aisne in der Region Hauts-de-France. Sie gehört zum Arrondissement Château-Thierry, zum Kanton Château-Thierry und zum Gemeindeverband Région de Château-Thierry. Die Einwohner werden Cerisiens genannt.

## Geografie
Bézu-Saint-Germain liegt etwa 33 Kilometer südlich von Soissons. Im Südzipfel der Gemeinde verlaufen Autoroute A4 und LGV Est européenne parallel zueinander. Nachbargemeinden von Bézu-Saint-Germain sind Rocourt-Saint-Martin im Norden, Brécy im Norden und Nordosten, Épieds im Osten, Verdilly im Südosten und Süden, Château-Thierry im Süden und Südwesten, Épaux-Bézu im Westen sowie Grisolles im Nordwesten.

## Bevölkerungsentwicklung
| Jahr                       | 1962 | 1968 | 1975 | 1982 | 1990 | 1999 | 2006 | 2013 | 2021 |
| Einwohner                  | 321  | 326  | 275  | 325  | 413  | 477  | 640  | 1012 | 991  |
| Quellen: Cassini und INSEE |      |      |      |      |      |      |      |      |      |

## Sehenswürdigkeiten

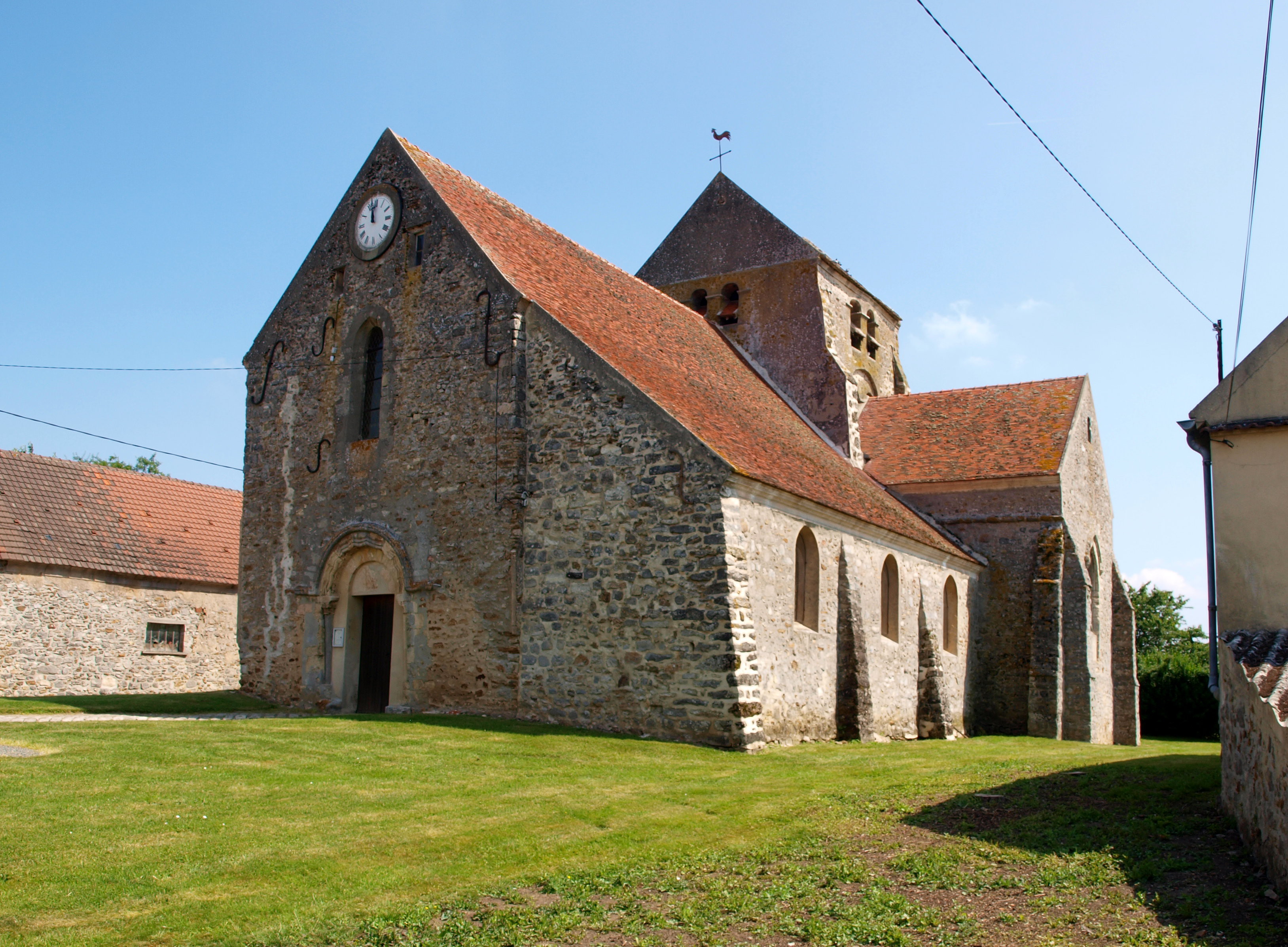
Kirche Saint-Germain
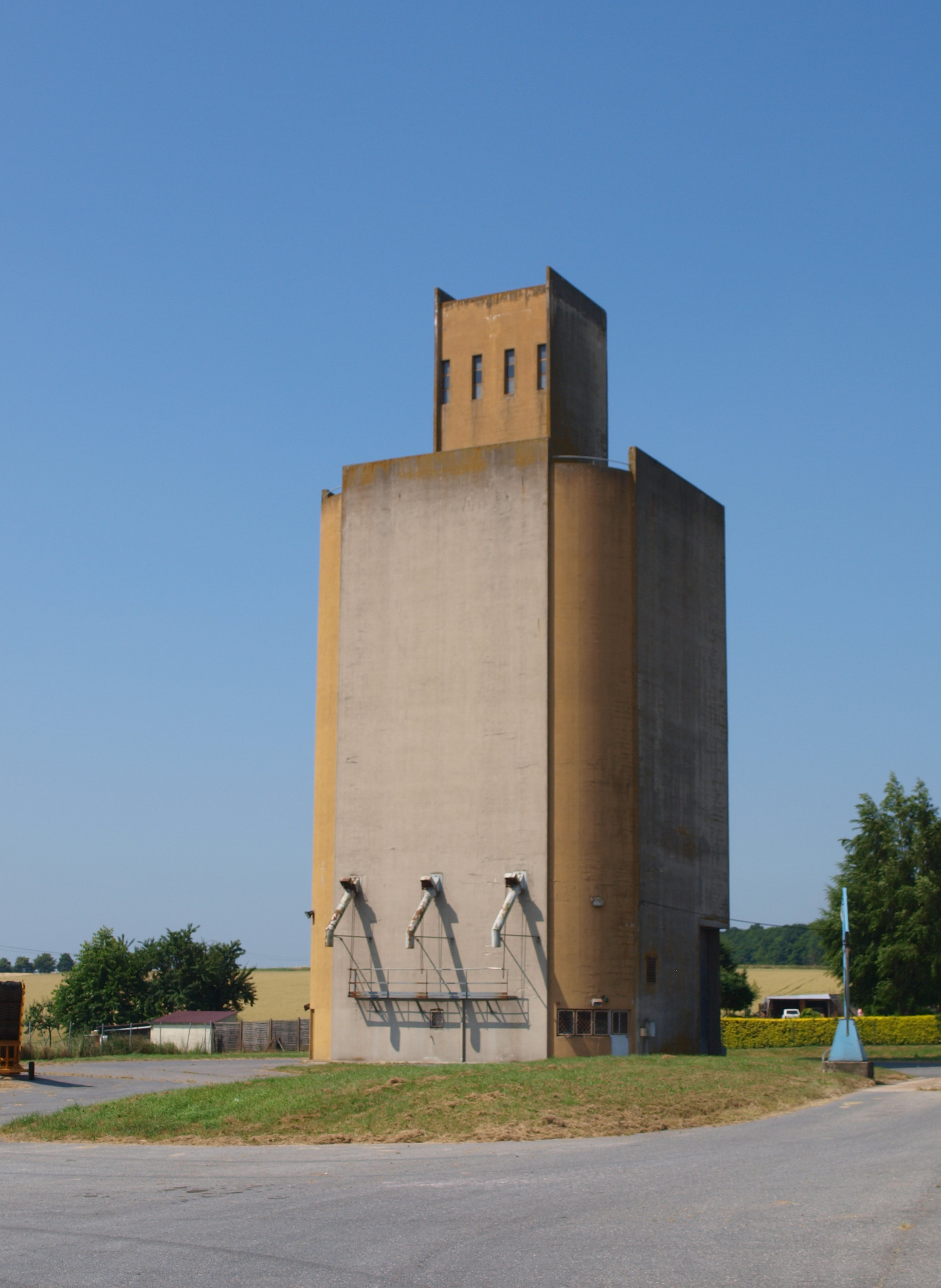
Getreidesilo
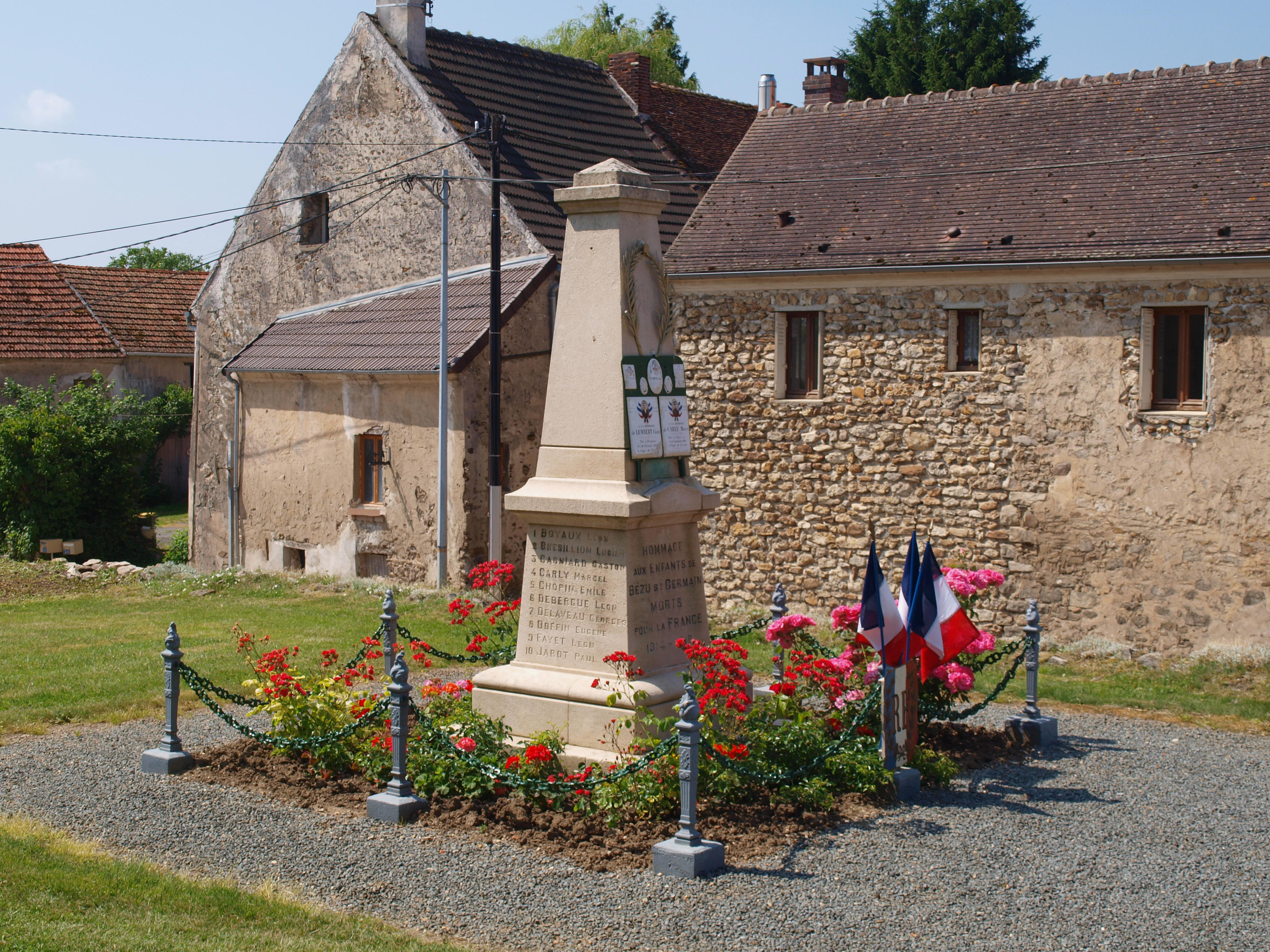
Gefallenendenkmal

- Kirche Saint-Germain
- Getreidesilo
- Gefallenendenkmal